# Tuwińska Autonomiczna Socjalistyczna Republika Radziecka
Tuwińska Autonomiczna Socjalistyczna Republika Radziecka, Tuwińska ASRR (tuw. Тыва Автономнуг Совет Социалистиг Республика, ros. Тувинская Автономная Советская Социалистическая Республика) – republika autonomiczna w Związku Radzieckim, wchodząca w skład Rosyjskiej Federacyjnej Socjalistycznej Republiki Radzieckiej.
Tuwińska ASRR została utworzona 10 października 1961 r. z przekształcenia istniejącego od 1944 r. Tuwińskiego Obwodu Autonomicznego, utworzonego po włączeniu Tuwińskiej Republiki Ludowej do Związku Radzieckiego. Tuwińską ASRR zlikwidowano w 1992 r. na fali zmian związanych z rozpadem ZSRR; jej prawną kontynuacją  jest autonomiczna rosyjska republika Tuwa.
 Informacje nt. położenia, gospodarki, historii, ludności itd. Tuwińskiej Autonomicznej Socjalistycznej Republiki Radzieckiej znajdują się w: artykule poświęconym Republice Tuwy, jak obecnie nazywa się ta rosyjska jednostka polityczno-administracyjna.